# لنس استورم
لنس استورم (انگلیسی: Lance Storm؛ زادهٔ ۳ آوریل ۱۹۶۹) کشتی‌گیر کشتی حرفه‌ای اهل کانادا است.